# Pietro di Giovanni d'Ambrosio
Pietro di Giovanni d'Ambrosio (Siena, 1410 – Siena, 1449) è stato un pittore italiano.

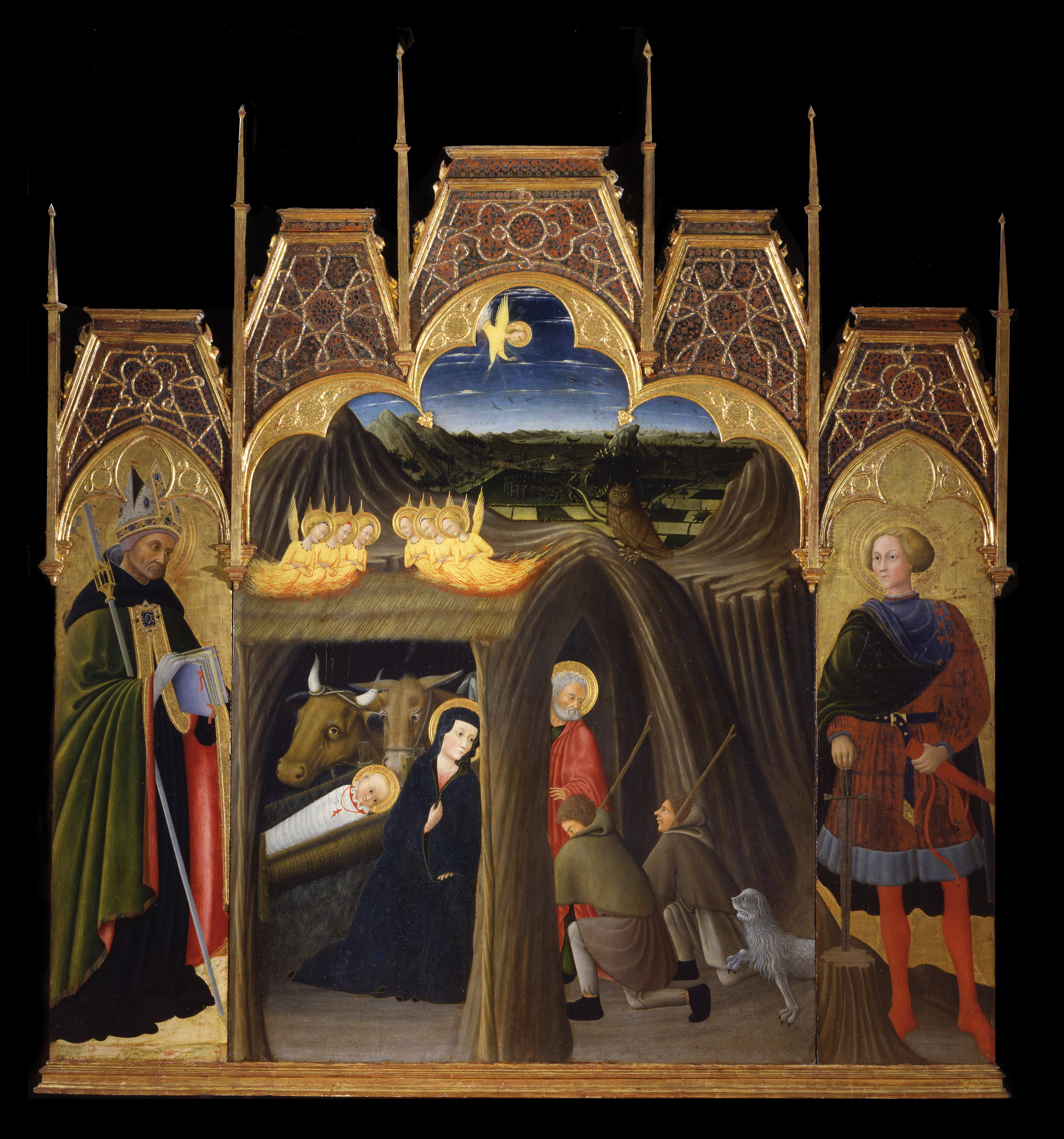
Adorazione dei pastori tra santi

Formatosi col Sassetta, da cui derivò la delicatezza aristocratica delle sue figure, fu autore di alcune pale d'altare e di opere per la devozione privata.